# Orelleta de penya
L'orelleta de penya (Lafuentea rotundifolia) és una espècie de plantes amb flors que pertany a la família plantaginàcies, encara que tradicionalment havia estat classificada dins de les escrofulariàcies.
El gènere Lafuentea té dues espècies bastant rares que viuen a la Mediterrània occidental:
- Lafuentea jeanpertiana Maire és un endemisme de l'Antiatles, al Marroc.
- Lafuentea rotundifolia Lag. és un endemisme del sud-est de la península Ibèrica (Des de Màlaga, Almeria, Múrcia i Alacant).[4]

## Descripció i hàbitat
Totes dues espècies són herbes que viuen en fissures i replans de roques (preferentment calcàries) en ambients secs i càlids. Són herbes molt peludes, aromàtiques, de color verd grisenc; amb fulles oposades,  més o menys arrodonides, peciolades i grollerament dentades. Es diferencien sobretot per l'aspecte de la seva inflorescència en forma d'espiga terminal densa i amb nombroses flors petites (de fins a prop d'un cm de llarg). Les flors són zigomorfes, amb dos llavis oberts, que mostren 4 estams enganxats a dintre del llavi superior.
L.rotundifolia es pot trobar als Països Catalans, concretament a la província d'Alacant (Baix Vinalopó) i te floretes de color blanc, amb algunes ratlles de color porpra. fa olor d'ametlles amargues.
En canvi, L.jeanpertiana te les flor de color rosa violaci i viu només al sud del Marroc.

## Taxonomia i legislació
Aquesta espècie va ser descrita i publicada per primera vegada el 1816 a la regió de Múrcia pel botànic aragonès Mariano Lagasca, en honor a Tadeo de Lafuente Gómez (b. c. 1780), metge militar espanyol que va escriure sobre la febre groga.
Tradicionalment aquest gènere havia estat inclòs a la família de les escrofulariàcies, però els estudis moleculars i genètics duts a terme pel Grup per a la filogènia de les angiospermes van trobar major afinitat i parentiu amb les plantaginàcies.
Aquesta espècie es troba protegida al país valencià amb categoria de tàxon vigilat. (Annex III de l'Ordre 6/2013 de 25 de març, per la qual es modifiquen les llistes valencianes d'espècies protegides de flora i fauna

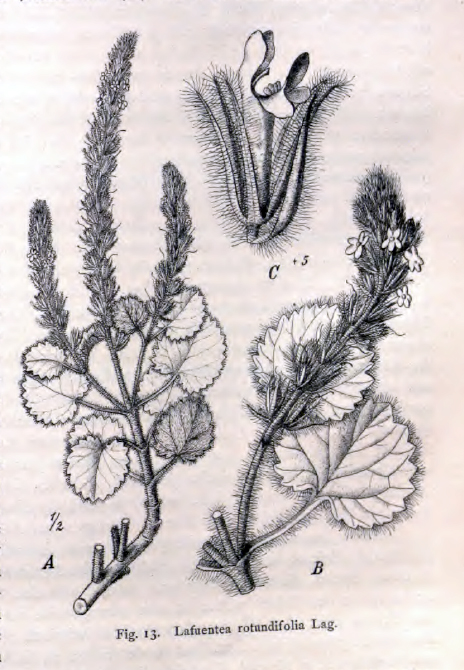
Engler, A., Drude, O., Die Vegetation der Erde (1896-1928).
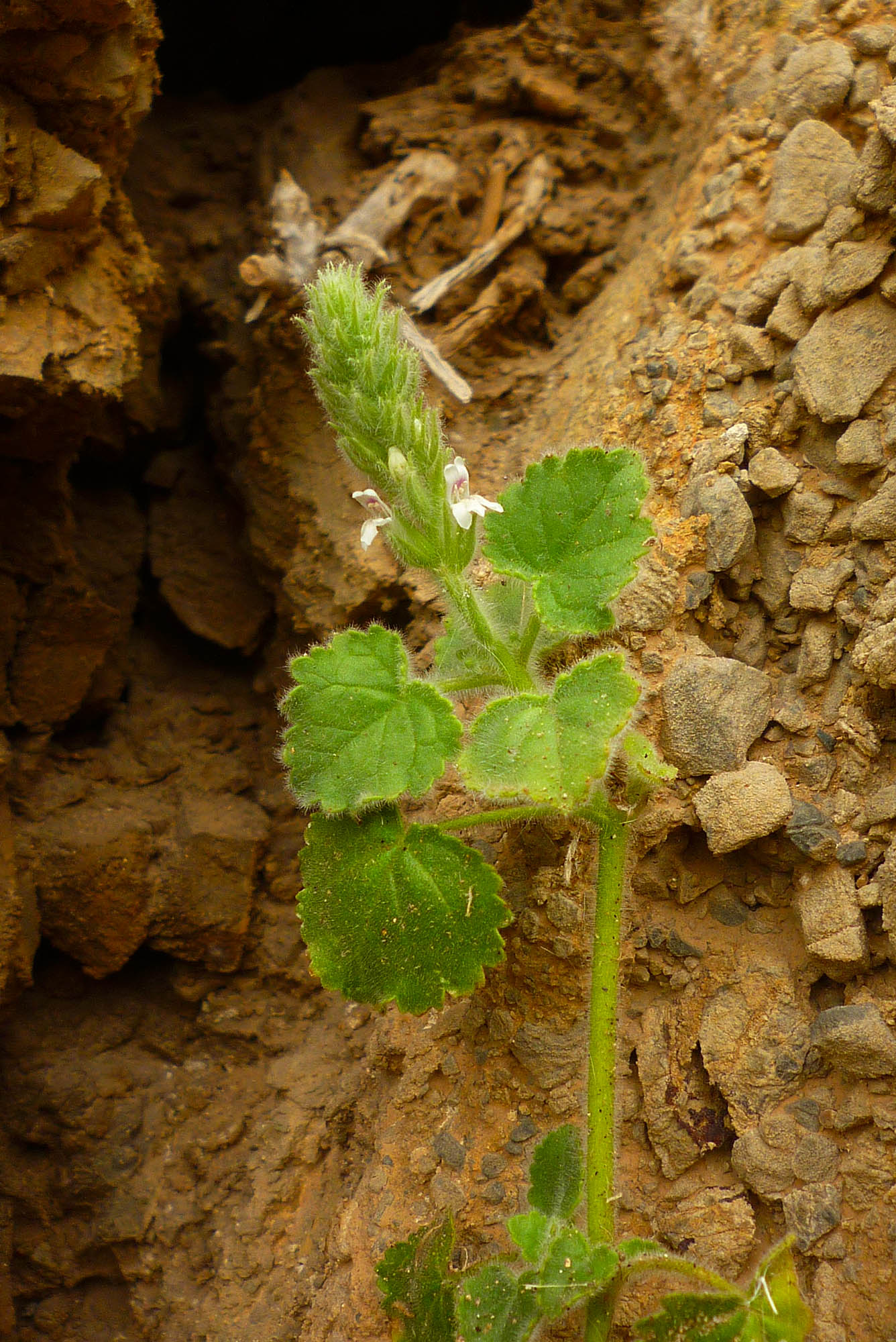
Detall de la tija peluda.
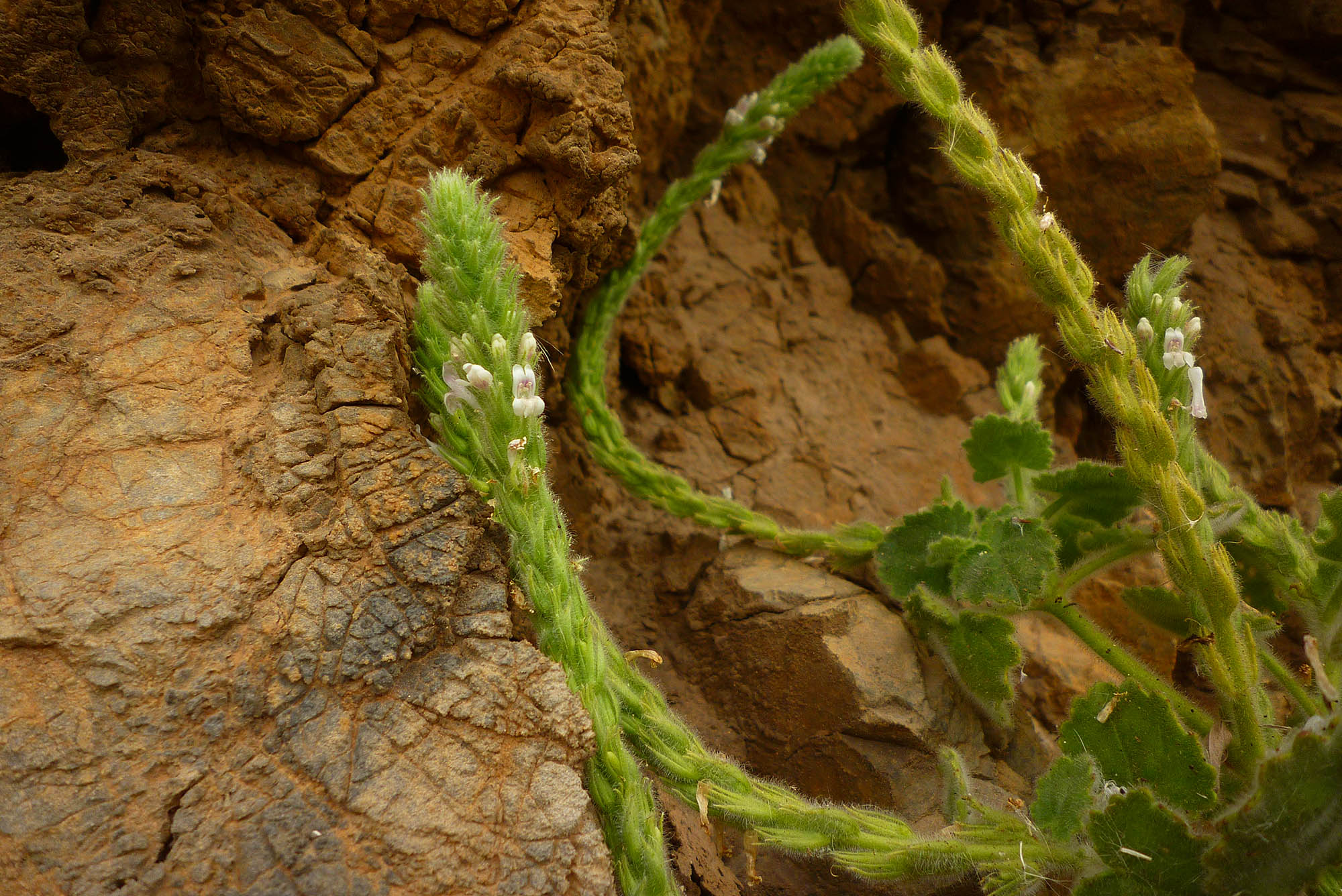
Detall de l'espiga floral.